# Trevor Bassitt
Trevor Bassitt (né le 26 février 1998 à Bluffton) est un athlète américain, spécialiste du 400 mètres et du 400 mètres haies.

## Biographie
En février 2022, il est sacré champion des États-Unis en salle du 400 m à Spokane. Le 19 mars 2022, il remporte la médaille d'argent du 400 mètres lors des Championnats du monde en salle de Belgrade, derrière le Trinidadien Jereem Richards, en établissant un nouveau record personnel en finale en 45 s 05. Il se classe deuxième du 400 m des Championnats des États-Unis, derrière Rai Benjamin. Lors du 400 m haies des championnats du monde 2022, il décroche la médaille de bronze, devancé par le Brésilien Alison dos Santos et par Rai Benjamin. Il porte à cette occasion son record personnel à 47 s 39.

## Palmarès
| Date | Compétition                    | Lieu     | Résultat | Épreuve     | Marque                   |
| ---- | ------------------------------ | -------- | -------- | ----------- | ------------------------ |
| 2022 | Championnats du monde en salle | Belgrade | 2e       | 400 m       | 45 s 05                  |
| 2022 | Championnats du monde          | Eugene   | 3e       | 400 m haies | 47 s 39                  |
| 2022 | Championnats du monde          | Eugene   | 1er      | 4 x 400 m   | Participation aux séries |
| 2023 | Championnats du monde          | Budapest | 6e       | 400 m haies | 48 s 22                  |
| 2023 | Championnats du monde          | Budapest | 1er      | 4 × 400 m   | Participation aux séries |
| 2024 | Championnats du monde en salle | Glasgow  | 2e       | 4 × 400 m   | Participation aux séries |

## Records
| Épreuve       | Résultat | Lieu        | Date          |
| ------------- | -------- | ----------- | ------------- |
| 400 m         | 45 s 25  | Gainesville | 15 avril 2023 |
| 400 m haies   | 47 s 38  | Budapest    | 21 août 2023  |
| 400 m (salle) | 45 s 05  | Belgrade    | 19 mars 2022  |